# Capivari
Capivari este un oraș în São Paulo (SP), Brazilia.

## Personalități născute aici
- Tarsila do Amaral (1886 - 1973), artist plastic.